# La teoria dei colori (Goethe)
La teoria dei colori (in tedesco Zur Farbenlehre) è un saggio scritto da Johann Wolfgang von Goethe nel 1810 e pubblicato a Tubinga.
In esso l'autore, contrapponendosi alla teoria di Newton, sostiene che non è la luce bianca a scaturire dalla sovrapposizione dei colori, bensì il contrario; i colori non sono «primari», ma consistono in un offuscamento della luce, o nell'interazione di questa con l'oscurità.
Goethe, pur essendo conosciuto come uno dei più importanti scrittori e poeti di tutti i tempi, sosteneva di aver dato molta più importanza ai propri lavori scientifici, incentrati specialmente sullo studio delle piante e appunto dei colori, che a tutte le sue creazioni letterarie. Secondo Goethe del resto, «la scienza è uscita dalla poesia», come da lui affermato nella Metamorfosi delle piante.
Confidò in proposito al suo amico Johann-Peter Eckermann:
(Goethe, da una conversazione con Johann Eckermann del 19 febbraio 1829)
L'opera di Goethe è stata un importante stimolo sia per considerazioni filosofiche sul colore sia per lo sviluppo della scienza della colorimetria.

## Genesi dell'opera

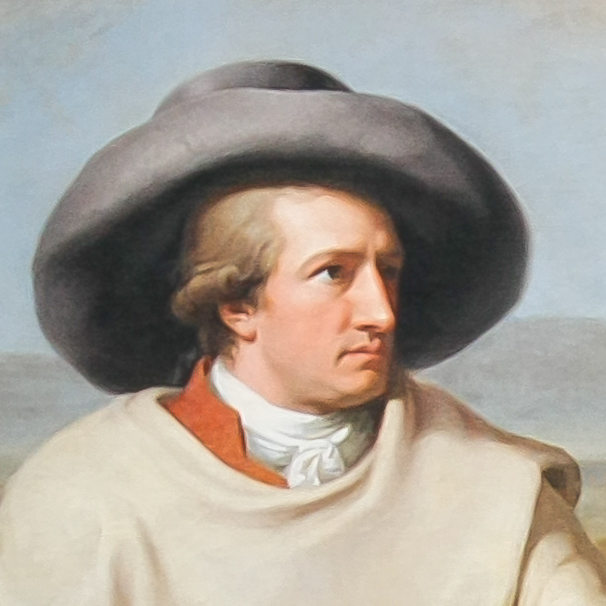
Goethe in Italia (1787)

Il testo si inserisce nel dibattito filosofico e scientifico del primo Ottocento, che in Germania aveva visto l'affermazione del pensiero idealistico schellinghiano, di ascendenza kantiana e neoplatonica, in antagonismo con le teorie atomiste e meccaniciste di Newton, contro le quali si schiera anche Goethe. In particolare l'impostazione del saggio si contrappone frontalmente alla teoria corpuscolare della luce, ipotizzata da Newton in base alle esperienze da lui condotte sulla dispersione dei colori durante la rifrazione in un prisma cristallino.

### L'Otticadi Newton e le sue lacune
Nel 1704 Newton aveva pubblicato un testo, Opticks, in cui sosteneva che la luce fosse costituita da un flusso di particelle leggerissime di diverso colore,
mentre il poeta tedesco aveva cominciato a maturare l'interesse per la teoria dei colori dal 1790, quando era quarantunenne. Egli infatti, oltre a essere un grande scrittore, fu anche capace pittore; non è quindi sorprendente che nutrisse un notevole interesse a indagare i colori, sebbene ci si sarebbe potuto aspettare che ponesse l'accento più sugli aspetti psicologici e rappresentativi che su quelli fisici e matematici. Era stato in particolare il suo viaggio in Italia, compiuto dal 1786 al 1788, a destare in lui la passione per lo studio dei colori, lì dove «il paesaggio nitido e colorito lo appassionava ancor più dei capolavori antichi».  Nel 1790, quindi, aveva cominciato a lavorare ai Contributi all'ottica (Beiträge zur Optik), dove presentò con pochissimi commenti un'ampia serie di esperimenti con un prisma e osservazioni che evidentemente considerava consistenti argomenti contro l'ottica newtoniana. La pubblicazione dei suoi risultati, composti di due parti, era quindi avvenuta nel 1791 e nel 1792.
Goethe si convinse che la teoria di Newton fosse totalmente errata: cambiando infatti le condizioni di osservazione, come ad esempio la distanza tra il prisma e il muro, cambiava anche l'effetto risultante. Goethe, inoltre, sperimentò che una semplice parete bianca, da sola, non produceva mai la scomposizione nei diversi colori attraverso il prisma; è solo tracciandovi sopra una striscia nera che nel prisma diventano visibili i colori dell'iride lungo i suoi bordi. Lo stesso Newton, in effetti, aveva condotto i suoi esperimenti sulla luce in una camera buia, allo scopo di consentire la percezione di tutti i colori dello spettro. 
Goethe rilevò che nessun raggio di luce appare mai se non è circondato dal buio o da una luminosità più bassa e ipotizzò che il buio giocasse un ruolo attivo nella percezione dei colori. 
Questi, quindi, non sarebbero contenuti nella  luce, ma risulterebbero dall'interazione tra la luce e l'oscurità ovvero il buio. La manifestazione dei colori sarebbe dunque la conseguenza di una polarità, come avevano già ipotizzato alcuni filosofi greci antichi.

### Contesto filosofico
Goethe ritornò così alle tesi già espresse in forma simile dagli antichi Greci, in particolare da Empedocle, Platone, e Aristotele. Questo fatto contribuisce a evidenziare come Goethe e Newton partissero anche da due approcci filosofici completamente differenti: Newton si basava su una visione riduzionista, materialistica e atomista della luce, ritenendo di poterla scomporre nelle sue parti,  come la materia era ritenuta componibile a partire dagli atomi.

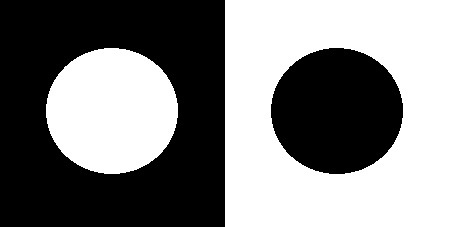
Il cerchio bianco su sfondo nero può apparire più grande di quello nero su sfondo bianco. Ciò perché, secondo Goethe, i due cerchi sono portatori di due informazioni qualitative diverse, pur essendo quantitativamente identici

 In tal modo, sulla scorta del metodo galileiano, egli tralasciava di considerare gli aspetti soggettivi con cui si presentavano i fenomeni, descrivendo come semplice "illusione ottica" il caso ad esempio in cui due oggetti sembrino diversi pur risultando uguali a seguito di una misurazione quantitativa. Per Goethe invece «è una bestemmia dire che si dia illusione ottica», poiché egli dava primaria importanza all'aspetto qualitativo, e quindi soggettivo, dei colori e dei fenomeni naturali in genere.
In ambito filosofico, del resto, anche Immanuel Kant aveva evidenziato l'esigenza di indagare le condizioni della conoscenza prima dell'oggetto stesso della conoscenza. Allo stesso modo Goethe intendeva valorizzare l'importanza del modo in cui i fenomeni ottici si presentano ai nostri sensi, respingendo l'approccio di chi presume di valutarli in maniera oggettiva tramite strumenti in grado di misurarli "quantitativamente" quali il prisma newtoniano. Egli cioè, sottolineando il ruolo della coscienza del soggetto nel penetrare l'essenza della realtà, non mira a definire dei fatti, riconducendoli alla legge di causa-effetto, ma ad aprirsi a diversi punti di vista. La tradizione filosofica in cui Goethe si colloca è però soprattutto quella neoplatonica, da cui lo stesso idealismo tedesco a lui contemporaneo traeva alimento. Già nel 1782 Goethe annotava nella sua autobiografia: 
(Goethe, Dichtung und Wahrheit, I/27, 382)
A Plotino Goethe sembra alludere parlando di lui come di un «antico mistico», che aveva sostenuto come l'occhio esista in funzione della luce e sia stato perciò da questa modellato. L'occhio è un riflesso stesso della luce, e dunque non ha senso studiare la luce in maniera presunta oggettiva a prescindere dalla visione soggettiva dell'occhio: l'uguale viene colto soltanto dall'uguale. Parafrasando le parole di Plotino («nessun occhio infatti ha mai visto il sole senza diventare simile al sole, né un'anima può vedere la bellezza senza diventare bella»), Goethe esprime un analogo concetto:
(Johann Wolfgang von Goethe, Teoria dei colori, introduzione, 1810)
Tipicamente plotiniana è poi la concezione di Dio come forza che si esplica nella natura, dell'Uno che si esprime nei molti, di cui la luce non è che un'analogia. Si tratta di una concezione antitetica a quella meccanicista e atomista di Newton: per quest'ultima sono i molti che giungono a comporre l'Uno e la luce, per Goethe invece è l'Uno, principio semplice e incomposto, che dà origine ai molti: questi scaturiscono in particolare per via della legge neoplatonica della polarità, fondamentalmente ignorata da Newton per il quale il buio era soltanto assenza di luce e dunque da lui neppure preso minimamente in considerazione. Goethe, invece, ritiene che proprio la polarità, ovvero la dialettica tra luce e ombra, stia a fondamento dei colori. È pur vero che la luce per Plotino, ovvero l'Uno, esaurendo in sé tutto l'Essere, è privo di un antipolo, e tuttavia il buio è necessario affinché la luce splenda nelle tenebre. Il non-essere da un punto di vista assoluto è privo di consistenza, dall'altro è il termine con cui l'Uno instaura una dialettica. Già Platone aveva affermato in maniera analoga che «il male esiste necessariamente, essendo necessario un contrario al Bene».

## Struttura dell'opera
La Teoria dei Colori (Farbenlehere), che incorpora con alcuni adattamenti anche i due saggi già pubblicati da Goethe nel 1791 e 1792 col titolo di Contributi all'ottica (Beiträge zur Optik), si compone di quattro volumi.
- Il primo volume si intitola Lineamenti di una teoria dei colori (Entwurf einer Farbenlehre) e consiste nella parte didattica (Didaktischer Teil).[17] Di questa è disponibile una traduzione in italiano a cura di Renato Troncon risalente al 1979, pubblicata dalla casa editrice Saggiatore col titolo La teoria dei colori.[18]
- Il secondo volume, intitolato Smascheramento della teoria di Newton (Enthüllung der Theorie Newtons), riguarda la parte polemica (Polemischer Teil) in cui viene commentata e sottoposta a confutazione l'opera di Newton del 1704 denominata Ottica (Opticks).[19]
- Il terzo volume si intitola Materiali per la storia della teoria del colore (Materialien zur Geschichte der Farbenlehre) e contiene la parte storica (Historischer Teil).[20] È stata tradotta la prima volta in italiano da Renato Troncon nel 1997 e pubblicata dalla casa editrice Luni come La storia dei colori.[21]

Venne aggiunta infine una quarta parte contenente alcuni approfondimenti e supplementi.

### Parte didattica
Il primo volume è diviso in sei sezioni. Le prime tre trattano rispettivamente dei colori fisiologici, dei colori fisici, e di quelli chimici; la quarta sezione riporta varie nozioni generali, mentre la quinta esamina i rapporti tra la scienza dei colori ed altre materie. L'ultimo capitolo è dedicato interamente all'azione sensibile e morale dei colori e alla loro funzione estetica e artistica.
In questo volume Goethe classifica i colori studiandoli così in tutte le loro manifestazioni, per mettere in risalto la complessità del fenomeno cromatico e l'ingerenza non trascurabile che vi ha l'organo della vista. Egli riprende in tal modo la nozione fondamentale dell'idealismo tedesco: è il soggetto che fa essere l'oggetto, perché l'uno non può esistere senza l'altro; la verità non può essere colta indipendentemente dal soggetto che la conosce.

#### Colori fisiologici

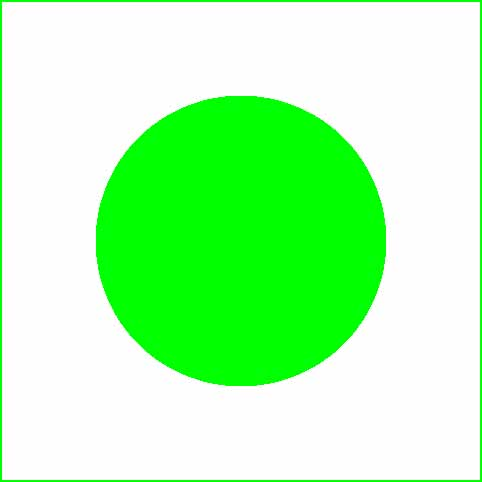
Fissando intensamente un colore su sfondo bianco, ad esempio il verde, apparirà per contrasto il rosso magenta come colore complementare prodotto dalla retina

I colori fisiologici sono quelli prodotti dalla naturale attività dell'occhio, e perciò risiedono unicamente nel soggetto percipiente. Essi non sono dei semplici inganni ottici, ma vanno anzi rivalutati, come fece Aristotele, contro l'opinione di Democrito e degli atomisti che consideravano i sensi delle mere illusioni soggettive, e contro gli empiristi che attribuivano loro un ruolo esclusivamente passivo. L'occhio, e con esso il soggetto, svolgono invece un ruolo fortemente attivo nella ricezione e nella formazione dei colori, regolandosi secondo il criterio della polarità, che gli idealisti romantici, in particolare Schelling, avevano elevato a legge fondamentale della Natura, descrivendola come la tendenza propria di ogni realtà, dalla più piccola alla più grande, a risolversi nel suo contrario, per ripristinare l'unità originaria da cui tutto promana. La stessa legge vale anche nel caso dei colori: osservando infatti a lungo un certo colore, ad esempio il verde, l'occhio tenderà a produrre da sé il colore ad esso contrapposto, cioè il rosso. Così accade anche per le coppie giallo-violetto, e blu-arancione.
(Goethe, Teoria dei colori, § 805)

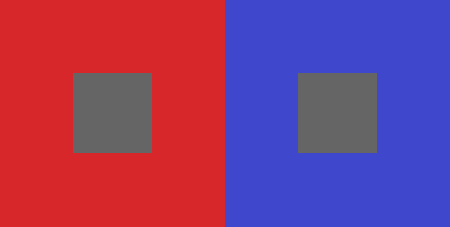
Il grigio, posto su sfondo rosso, assume una valenza maggiormente verdastra per via della legge di polarità

Goethe studiò anche il modo in cui uno stesso colore appare diversamente a seconda dello sfondo in cui è inserito. La qualità dei colori cambia cioè in base al contesto, producendo una differenza di informazione che non è misurabile quantitativamente ricorrendo alla formula matematica della lunghezza d'onda emanata. Lo stesso fenomeno si verifica quando una luce di un colore particolare, proiettata su un oggetto, produce un'ombra illuminata a sua volta da una controluce: l'ombra assumerà una colorazione opposta e complementare a quella da cui è investita.
Tale è il caso ad esempio di una matita posta davanti alla fiamma di una candela, che se illuminata a sua volta da un raggio di sole arancione, produce un'ombra dall'aspetto vivamente azzurrognolo.
(Goethe, Teoria dei colori, § 69, trad. di R. Troncon)

#### Colori fisici
I colori fisici, secondo Goethe, nascono dai fenomeni di interazione tra la luce e le tenebre, e hanno natura sia soggettiva che oggettiva. Essi non sono puri e increati come riteneva Newton, ma scaturiscono dalla dialettica dei contrari (+ e -). Sovrapponendo ad esempio dei corpi trasparenti e densi ad una sorgente luminosa, o viceversa ad un sostrato oscuro: nel primo caso, dall'attenuazione della luminosità si otterrà il giallo; nel secondo, dall'attenuazione dell'oscurità si otterrà il blu.
(Goethe, Teoria dei colori, § 502)
Il giallo e il blu sono quindi i due colori primari dalla cui interazione e variazione di intensità si ottengono tutti gli altri. Al giallo, principio del chiaro, Goethe assegna il polo positivo (+); al blu, principio dello scuro, attribuisce il polo negativo (-). Il giallo è il più affine alla luce, che è unicamente e originariamente bianca; quanto più si aumenta la torbidezza del mezzo ad essa sovrapposto, tuttavia, tanto più il giallo che ne scaturisce tenderà al colore arancione, fino a trasformarsi in rosso: un esempio è dato dal disco del sole, la cui bianca luminosità, essendo attenuata dall'atmosfera, ci appare gialla; man mano che il sole si abbassa verso l'orizzonte però, aumentano gli strati di atmosfera frapposti tra noi e il sole, cosicché quest'ultimo apparirà arancione, e infine rosso al tramonto. Viceversa, aumentando la chiarezza di un corpo trasparente illuminato sovrapposto all'oscurità, questa si schiarisce progressivamente passando dal violetto, al blu indaco, e infine all'azzurro: un esempio è dato dal colore del cielo, rischiarato dall'atmosfera illuminata dal sole; di giorno ci appare azzurro, mentre man mano che la luminosità dell'atmosfera svanisce, diventa blu e violetto, finché non comparirà il nero originario della volta stellata.

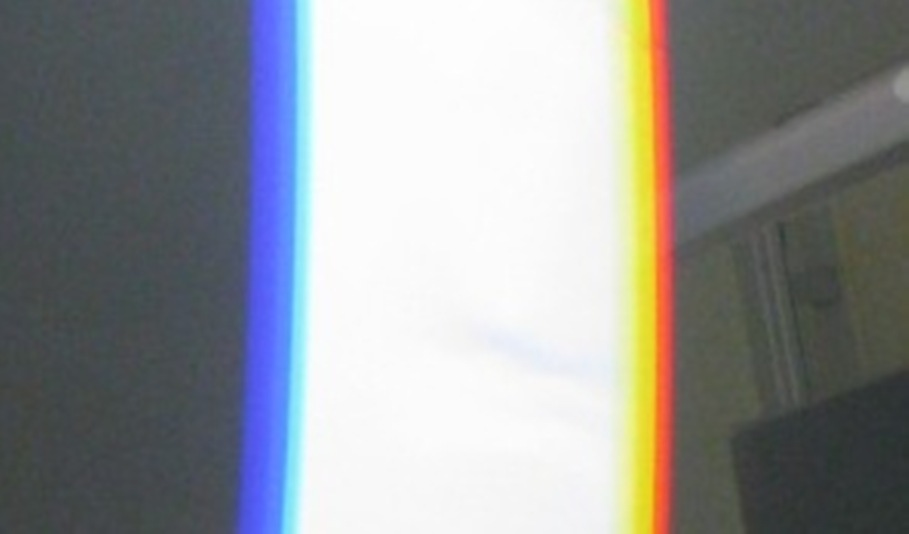
Il bianco di una striscia, posta su sfondo nero, visto attraverso un prisma si polarizza: sul bordo di sinistra appaiono i colori scuri (-), su quello di destra i colori chiari (+)

Spettro luminoso: distanziando progressivamente il prisma, i due poli del colore tendono a congiungersi nel verde

Simili fenomeni sono riproducibili col prisma usato in maniera inappropriata da Newton. Questi lo considerava soltanto uno strumento con cui riuscire a vedere singolarmente i diversi colori ritenuti originariamente componenti la luce, ma Goethe rileva come le lunghezze d'onda relative ai vari colori non siano preesistenti ad esso, bensì conseguano dall'interazione della luce col prisma stesso, che funge da elemento torbido grazie a cui si produce l'effetto cromatico sopra descritto. In particolare, sovrapponendo il prisma ad una striscia bianca su fondo nero, comparirà su uno dei due bordi il giallo (confinante col bianco) che tende al rosso (confinante col nero), sull'altro bordo l'azzurro (confinante col bianco) che tende al violetto (confinante col nero); distanziando il prisma dalla striscia bianca, si vedranno il giallo e il blu unirsi progressivamente a formare il verde. 
(Goethe, Teoria dei colori, § 802, trad. di R. Troncon)

Spettro oscuro: distanziando il prisma, i due poli del colore tendono a congiungersi nel porpora

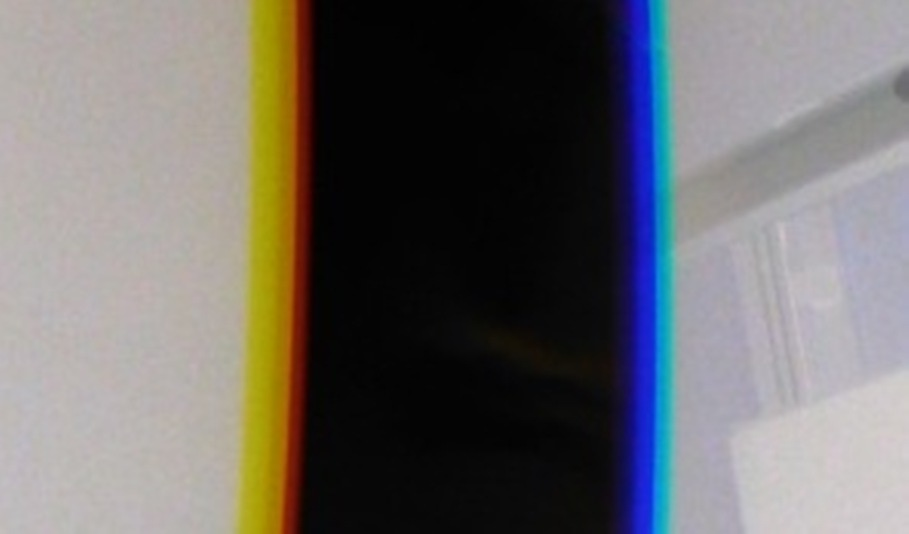
Visione di una striscia nera attraverso un prisma: sul bordo di sinistra appaiono i colori chiari (+), su quello di destra i colori scuri (-)

Sovrapponendo viceversa il prisma ad una striscia nera su fondo bianco, comparirà su un bordo il rosso (confinante col nero) che tende al giallo (confinante col bianco), sull'altro bordo il violetto (confinante col nero) che tende all'azzurro (confinante col bianco); distanziando il prisma dalla striscia nera, si vedranno il rosso e il violetto congiungersi progressivamente a formare il porpora. Distanziando ulteriormente il prisma, il porpora si trasformerà in rosa fior-di-pesco.
Il rosso porpora (o magenta) è dunque il complementare del verde ottenuto con l'esperimento precedente. Esso è visto da Goethe come il colore per eccellenza a cui tendono per natura tutti gli altri. 
(Goethe, Teoria dei colori, §§ 793-794-796, trad. di R. Troncon)

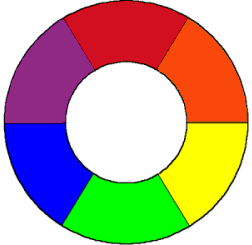
Ricostruzione della ruota dei colori di Goethe, disposti simmetricamente in base alla loro complementarità

Sulla base di questa dialettica dei colori, Goethe costruisce il suo cerchio cromatico, disponendo i colori complementari l'uno di fronte all'altro, e collocando il porpora in cima; ognuno dei tre colori primari inoltre, cioè il porpora, il giallo e il blu, hanno il loro complementare nella somma degli altri due. Si ottengono così due tipi di accoppiamenti:
1. Tre «coppie armoniche»: quelle costituite dai colori complementari, cioè il porpora-verde, il giallo-violetto, il blu-arancione.
2. Sei «coppie caratteristiche»: il porpora-blu, il violetto-verde, il blu-giallo, il verde-arancione, il giallo-porpora e l'arancione-violetto.

I colori confinanti, come il porpora e l'arancione, formano invece coppie «prive di carattere».
Alle varie coppie Goethe attribuì dei significati peculiari di natura psicologica e anche terapeutica, come indicazioni per una cromoterapia, l'antica scienza che si serviva dei colori per la cura delle malattie.

#### Colori chimici
I colori chimici hanno natura fissa e oggettiva, perché come vernici sono fissati sui corpi e sulle sostanze della più varia natura, e da questi a volte vengono estratti.

In essi Goethe ritrova le stesse regole già viste in precedenza, rilevando come dal bianco e dal nero di partenza sembrino scaturire rispettivamente il giallo e il blu, dalla cui semplice combinazione nasce poi il verde, mentre il rosso si produce per una loro intensificazione. 
(Goethe, La teoria dei colori, XLI, § 539, pag. 141, trad. di R. Troncon, Il Saggiatore, 2008)

### Parte polemica
Nel secondo volume, dopo aver preparato il lettore a non sottovalutare gli aspetti sentimentali e soggettivi dei colori, Goethe attacca violentemente le teorie di Newton.
Goethe con quest'opera lancia un grido di allarme contro quella che ritiene una tirannia della matematica e dell'ottica, dovuta all'atteggiamento dei fisici che invece di guardare i colori «si mettono a calcolare», cercando di imporre «al colore un insieme di procedimenti matematici». È inammissibile per lui che i colori siano un puro fenomeno fisico, e che il loro significato sia riconducibile ad una mera misurazione quantitativa; ritiene questa una prepotenza dei newtoniani accusandoli di aver sepolto il lavoro di secoli, commettendo «uno degli errori più nocivi per lo spirito umano». Il poeta romantico ritiene che i colori, al contrario, siano qualche cosa di vivo, di umano; che abbiano origine indubbiamente nelle varie manifestazioni naturali ma trovino la loro composizione e il loro perfezionamento nell'occhio, nel meccanismo della visione e nella spiritualità dell'animo dell'osservatore. I colori non possono essere spiegati con una teoria solo meccanicistica, ma poiché sono portatori di una qualità, cioè di informazioni qualitative e non soltanto quantitative, devono trovare spiegazione anche nella poetica, nell'estetica, nella psicologia, nella fisiologia e nel simbolismo.
In particolare, Goethe era rimasto colpito dal fatto che Newton non avesse prestato alcuna attenzione alla peculiare caratteristica del raggio uscente dal prisma di essere colorato solo lungo i bordi. La parte centrale di esso rimaneva bianca, e si tramutava in verde solo a una considerevole distanza dal prisma, in seguito alla fusione dei suoi bordi. Per di più, Newton si era concentrato solo sui colori dello spettro luminoso, non tenendo in alcuna considerazione lo spettro oscuro, che produceva il porpora in luogo del verde al momento della fusione dei bordi. Ciò lo aveva convinto che Newton non avesse «costruito la sua teoria a partire dal fenomeno percepito» bensì presupponesse già quel che andrebbe invece mostrato con l'esperienza, mirando soltanto a convalidare le proprie ipotesi preconcette e conferendo così ai suoi esperimenti una forzatura artificiosa lontana dalla realtà.
Goethe contesta diversi argomenti che Newton aveva portato a sostegno della propria teoria, ad esempio:
- Avendo disposto i suoi sette colori su un disco ruotante e facendolo girare velocemente, Newton sosteneva che dalla loro fusione percettiva si ricombinava il bianco, a riprova che questo era un composto di quei colori. Ma in realtà, sostiene Goethe, quel che si vede dal disco ruotante non è un bianco ma un grigio, simile a uno stordimento, che si produce dalla fusione di qualunque colore, non solo di quelli newtoniani.
- Newton sosteneva che i sette colori da lui scoperti tramite il prisma fossero «primari», cioè diversi da ogni altro, perché facendoli passare singolarmente attraverso un secondo prisma essi restavano immutati (in ciò consisteva il suo experimentum crucis). Goethe rileva che in tal caso la luce è già colorata, cioè offuscata dal passaggio nel primo prisma, che aveva prodotto colorazioni ovvero offuscamenti diversi per via della diversa densità della propria conformazione interna. Trattandosi di un raggio già determinato e polarizzato, il fenomeno dei bordi bipolari non si produce.
- Facendo passare tutti insieme i colori usciti dal prisma attraverso una lente convessa o un secondo prisma disposto simmetricamente al primo, Newton vedeva ricomporsi il fascio originario di luce bianca, escludendo però anche qui con troppa leggerezza la possibilità che gli strumenti utilizzati svolgessero un ruolo determinante sull'esperimento: la lente, che ha notoriamente la capacità di concentrare la luce, in realtà restituisce forza al raggio colorato, cioè indebolito dal primo prisma e reso così aggredibile dall'oscurità, ripulendolo dall'ombra. Mentre i colori, essendo appunto ombre, non possono far parte della luce.

La seguente tabella illustra le principali differenze tra la teoria di Newton e quella di Goethe:
| Qualità della luce     | Newton (1704)                                                                                     | Goethe (1810) |
| ---------------------- | ------------------------------------------------------------------------------------------------- | --- |
| Omogeneità             | La luce bianca è composta di parti colorate e quindi eterogenea.                                  | La luce è l'entità più semplice, più indivisa e quindi la più omogenea.                                            |
| Oscurità               | L'oscurità è assenza di luce.                                                                     | L'oscurità esiste come polarità, e interagisce con la luce.                                                        |
| Spettro                | I colori fuoriescono a ventaglio dalla luce in base alla loro rifrangibilità (fenomeno primario). | I colori sorgono lungo i confini tra luce e oscurità e si sovrappongono a formare uno spettro (fenomeno composto). |
| Prisma                 | Il prisma è irrilevante nella genesi del colore.                                                  | Il prisma gioca un ruolo come mezzo torbido nell'insorgere del colore.                                             |
| Ruolo della rifrazione | La luce viene scomposta per rifrazione, inflessione, e riflessione.                               | Rifrazione, inflessione e riflessione della luce possono verificarsi senza produrre fenomeni di colore.            |
| Analisi                | La luce bianca può essere decomposta in sette colori puri.                                        | Ci sono solo due colori puri, giallo e blu. Tutti gli altri consistono in gradazioni di questi.                    |
| Sintesi                | Come la luce bianca può essere decomposta, così può essere di nuovo ricombinata.                  | I colori combinati assieme non danno il bianco ma sfumature di grigio.                                             |
| Particelle o onda?     | Particelle                                                                                        | Nessuna delle due ipotesi, che sono inferenze non derivate dall'osservazione con i sensi.                          |
| Cerchio cromatico      | Asimmetrico, di 7 colori                                                                          | Simmetrico, di 6 colori                                                                                            |

### Parte storica
(J. W. Goethe)
Nel terzo volume Goethe ripercorre il pensiero e le vicende dei filosofi e degli artisti della civiltà occidentale, dagli antichi Greci fino al suo tempo, attraverso Pitagora, Aristotele, Lucrezio, Agostino, fino a Paracelso, Galileo Galilei, Cartesio e Newton, andando alla ricerca dei presupposti scientifici e metafisici che hanno contribuito alla storia dell'arte e dei colori.
L'opera si propone nel complesso come «una sorta di archivio nel quale deporre le dichiarazioni sul colore fatte dagli uomini che hanno raggiunto, in materia, l'eccellenza».
In essa si sostiene come la fondamentale suddivisione dei colori tra chiari e scuri risalga già agli antichi Greci, i quali non utilizzavano dei nomi fissi per indicare i diversi tipi di colore, ma li distinguevano più che altro in base alla loro limpidezza o tenebrosità, così che soltanto il bianco e il nero erano adoperati in maniera definita, a differenza degli altri. Ad esempio il termine xanthos poteva indicare tanto il giallo lucente quanto il rosso vivo del fuoco, come pure le tinte purpuree e persino blu.
La dottrina greca dei colori originati dalle due opposte polarità, chiaro e scuro, rimase predominante durante il Medioevo, in cui soprattutto quella aristotelica continuò a essere discussa e commentata. Concezioni analoghe furono elaborate nel Rinascimento, accanto alle quali tuttavia si sono progressivamente sviluppate quelle teorie negatrici di una visione globale della natura, che avrebbero preparato il terreno all'atomismo di Newton. Tipica della mentalità newtoniana è per Goethe la trascuratezza di un approccio basato sui sensi, che conduce ad astrazioni teoriche ed arbitrarie: un esempio in tal senso è il parallelismo spesso instaurato tra colori e suoni, che Goethe giudica impossibile da sostenere, essendo la musica e la pittura due forme espressive del tutto dissimili, «due arti [che] non potranno mai essere comparate, altrettanto poco di come lo possono due diversi metri posti l'uno vicino all'altro».

## Il carteggio con Schopenhauer
Mentre lavorava alla sua Teoria dei colori, Goethe conobbe a Weimar il giovane Arthur Schopenhauer presso il salotto della madre del futuro filosofo. Rimanendo impressionato dalla sua tesi di dottorato Sulla quadruplice radice del principio di ragion sufficiente, in cui credette di trovare anche delle nozioni utili a comprovare la propria teoria dei colori, Goethe invitò il giovane Schopenhauer a collaborare con lui. I due si frequentarono con cadenza settimanale dal novembre 1813 al maggio 1814 e, successivamente, a seguito della partenza di Schopenhauer da Weimar per Dresda, continuarono ad aggiornarsi sulle proprie ricerche tramite carteggio.
La collaborazione con il giovane filosofo, tuttavia, non diede a Goethe i risultati sperati: i due infatti incorsero in divergenze tali da spingere Schopenhauer a lavorare ad una propria versione della teoria dei colori che scrisse l'anno successivo. Goethe lesse ed apprezzò il manoscritto ma non si curò di trovarvi un editore, come da Schopenhauer sperato. L'opera vide comunque la luce nel 1816 con il titolo La vista e i colori.

## Fortuna

### Nel mondo scientifico
La teoria goethiana dei colori non godette di molta fortuna presso gli ambienti scientifici, che rimasero interessati solo all'aspetto quantitativo e misurabile dei colori, sebbene i risultati a cui giunsero due scienziati britannici, Thomas Young (1773-1829) e James Clerk Maxwell (1831-1879), andavano nella direzione indicata da Goethe, mettendo in risalto come la genesi dei colori fosse da attribuire al ruolo attivo della vista umana anziché a proprietà intrinseche dei corpi. Young aveva affermato ad esempio che le discrepanze fra il colore percepito e lo spettro cromatico newtoniano risiedessero esclusivamente nella fisiologia dell'occhio, mentre nel 1859 Maxwell pubblicò la sua Teoria sulla visione dei colori, che è all'origine della colorimetria.
Tra i fisici che mostrarono interesse per la teoria di Goethe vi furono Hermann von Helmholtz, Mitchell Feigenbaum, Werner Karl Heisenberg. Quest'ultimo, pur riconoscendo che la teoria di Newton si era rivelata la «più utile», ma non per questo la «più vera», invitò a considerare il significato della battaglia intrapresa da Goethe contro l'ottica newtoniana, che andava oltre la mera questione dei colori, dato che, in fondo, «anche secondo la teoria di Newton è benissimo comprensibile che i colori nascano dalla luce bianca soltanto grazie alla reciproca influenza fra il bianco e l'opaco». Il filosofo della scienza Paul Feyerabend ha rilevato in proposito: 
(Paul Feyerabend e Christian Thomas, Kunst und Wissenschaft, 1984)

### Fra gli artisti

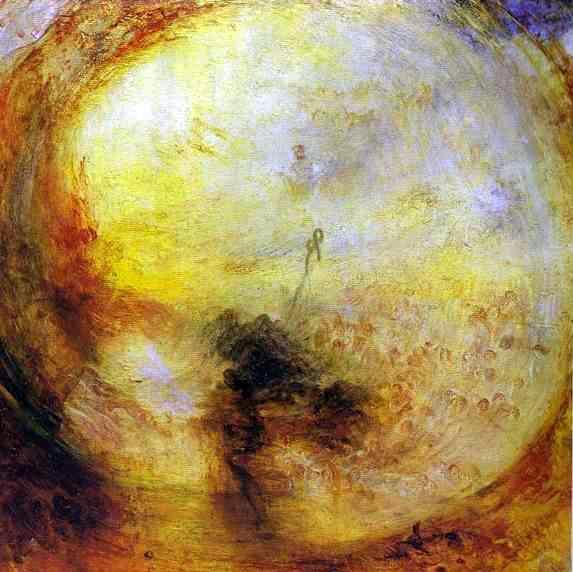
Luce e colore di William Turner, ispirato alla dottrina dei colori di Goethe.

Sul piano artistico invece la teoria goethiana divenne fonte di ispirazione per numerosi artisti come William Turner, Vasilij Vasil'evič Kandinskij, Paul Klee, Josef Albers, Vincent van Gogh, Paul Gauguin, e altri esponenti dell'espressionismo tedesco.

### Fra i filosofi
Incontrò poi il favore di diversi filosofi, oltre al già citato Arthur Schopenhauer. Hegel ad esempio, nonostante la differenza di mentalità e di metodologia che lo separava da Goethe, ne appoggiò la teoria, sottolineando la scorrettezza e le contraddizioni delle osservazioni di Newton nel fare della luce un composto di colori, cioè nel rendere scuro quel che è bianco: 
(Georg Wilhelm Friedrich Hegel, Filosofia della natura. Lezioni del 1823-1824)
Anche Ludwig Wittgenstein si rifece a Goethe nel comporre il suo saggio dedicato ai colori.

### Nell'esoterismo
Tra gli altri Rudolf Steiner, fondatore dell'antroposofia, si propose di dimostrare «come le rappresentazioni fondamentali delle concezioni scientifiche moderne siano la causa degli errati giudizi espressi intorno alla teoria goethiana dei colori». Egli ne riprese diversi concetti, facendo propria ad esempio la dottrina della complementarità dei colori, sostenendo come il terzo occhio, osservando un colore, abbia la capacità di sovrapporvi quello ad esso antitetico, per ricomporre l'unità: il colore osservato a livello materiale ne rappresenta la manifestazione fenomenica, quello generato internamente ne costituisce invece l'essenza spirituale.
(Rudolf Steiner, La scienza occulta nelle sue linee generali [1910], cap. III, pag. 47, trad. di E. De Renzis ed E. Bataglini, Bari, Laterza, 1947)

### Opere di Goethe
- (DE)  Johann Wolfgang von Goethe, Zur Farbenlehre, libro I, testo originale, J.G. Cotta'schen Buchhandlung, Tubinga 1810 (contenente la Parte Didattica e la Parte Polemica)
  - Trad. it. della Parte Didattica, La teoria dei colori (1979), a cura di Renato Troncon, Milano, Il Saggiatore, 2008 ISBN 9788856500097
- (DE)  Johann Wolfgang von Goethe, Zur Farbenlehre, libro II, testo orig., J.G. Cotta, Tubinga 1810 (contenente la Parte Storica)
  - Trad. it. La storia dei colori (1997), a cura di Renato Troncon, Milano-Trento, Luni Editrice, 2013 ISBN 9788879843270
- (DE)  Johann Wolfgang Goethe, Beiträge zur Optik, libro I (1791), e II (1792), J.G. Cotta, Stuttgart und Tübingen 1842

### Saggi
- Massimo Corradi, La teoria dei colori di Johann Wolfgang von Goethe.
- Giovanni D'Aloe, I colori simbolici: origini di un linguaggio universale, Il Segno Gabrielli Editori, 2004
- Luca Farulli, L'occhio di Goethe. La teoria dei colori, Pisa, ETS, 1998
- Giulio Giorello, Agnese Grieco, Goethe scienziato, Einaudi, 1998
- Silvano Petrosino, Piccola metafisica della luce, Jaca Book, 2004
- (EN)  Dennis L. Sepper, Goethe contra Newton: Polemics and the Project for a New Science of Color, Cambridge University Press, 2003
- Rudolf Steiner, Goethes naturwissenschaftliche Schriften, trad. it. Le opere scientifiche di Goethe, Milano, Fratelli Bocca Editori, 1944